# Aleksije IV. Angel
Aleksije IV. Angel (grč. Ἀλέξıος Ἄγγελος, Aléksios Ággelos) (?, 1182. – Carigrad, 28. siječnja 1204.), bizantski car 1203. – 1204. iz dinastije Angela.
Sin je svrgnutog cara Izaka II. Nakon što je pobjegao s ocem iz zatvora, obećao je križarima brojne ustupke, od novčanih, crkvene unije do financiranja križarskog rata pa je doveden na prijestolje zajedno s ocem kada su križari u srpnju 1203. godine osvojili Carigrad. Kada je izbila protulatinska pobuna u prijestolnici, dao ga je zadaviti Aleksije Duka, koji je potom postao novim carem.

## Vanjske poveznice
- Aleksije IV. Angel Hrvatska enciklopedija
- Aleksije IV. Angel Proleksis enciklopedija

| Aleksije IV. Angel Dinastija AngelRođ. 1182. Umr. 8. veljače 1204. |                                                        |                                      |
| Vladarske titule                                                   |                                                        |                                      |
| prethodnik Aleksije III. Angel                                     | bizantski car 1203.–1204. Zajedno s Izakom II. Angelom | nasljednik Aleksije V. Duka Murzuful |